# Jan Chmelař
Jan Chmelař (31. ledna 1931, Kletečná – 5. ledna 2011, Praha-Řepy), římskokatolický kněz, byl politický vězeň komunistického režimu. V závěru života byl v letech 1999–2011 farním vikářem v České Lípě.

## Život
Narodil se v Kletečné na Vysočině. Od základní školy byl v kontaktu s pozdějším želivským opatem Bohumilem Vítem Tajovským, který jej vyučoval náboženství. Na jeho popud v roce 1949 ukončil studia na gymnáziu a vstoupil do premonstrátského řádu (při obláčce 29. září 1949 přijal řeholní jméno Stanislav Kostka). K vykonání noviciátu byl poslán do kláštera v Nové Říši na Moravě. Zde také prožil zábor klášterů (Akce K). Následně byl se spolubratry internován v Broumově. Z internace byl propuštěn v létě roku 1951.
V letech 1951–1952 pracoval jako dělník, rok poté absolvoval kurz pro rentgenové laboranty a začal pracovat v nemocnici v Brezně na Slovensku. V letech 1953–1955 absolvoval vojenskou prezenční službu. Po jejím skončení začal pracovat v nemocnici v Jihlavě (zde navázal kontakty s pozdějším knězem Ladislavem Kubíčkem, které trvaly až do Kubíčkovy smrti v r. 2004). V roce 1958 byl zatčen a odsouzen za „podvracení republiky a spolčování za tím účelem“ (jako „spolčování“ byla hodnocena jeho příslušnost k premonstrátskému řádu) ve skupinovém procesu Voves a spol. V roce 1959 byl tři měsíce před vypršením ročního trestu propuštěn s podmínkou na osm let.
Po propuštění z vězení nějaký čas pracoval jako stavební dělník. Později získal místo rentgenového laboranta v nemocnici v České Lípě. Česká Lípa byla pro něj tehdy zcela neznámým prostředím, ale mohl zde alespoň uplatnit své vzdělání. Mezitím vypršela doba jeho časných řeholních slibů a navíc ztratil možnost kontaktu se spolubratry. V roce 1966 se oženil. Jeho manželka pracovala jako chemická laborantka ve vodárně. Měli spolu dvě děti – dceru a syna, který ve 22 letech tragicky zahynul. Své manželství později hodnotil také jako přípravu na budoucí praktickou pastoraci, neboť měl možnost osobně zažít radosti i starosti "obyčejného" manžela a otce rodiny.
V nemocnici pracoval Jan Chmelař až do odchodu do důchodu. Po roce 1990 dálkově studoval teologii na KTF UK a 7. srpna 1993 byl vysvěcen na trvalého jáhna a začal se podílet na pastorační službě v České Lípě. V roce 1998 ovdověl, a poměrně záhy na popud některých kněží požádal biskupa Josefa Koukla o vysvěcení na kněze. O to, aby se stal knězem, a pokud možno se vrátil do premonstrátského řádu, jej žádala i jeho manželka před svou smrtí. V lednu 1999 se u něj projevila rakovina tlustého střeva. Po operaci a další nutné rekonvalescenci jej biskup Koukl 31. července 1999 vysvětil v basilice Všech svatých v České Lípě na kněze. Na druhý den slavil Jan Chmelař v témže kostele primiční Mši svatou.
Po vysvěcení měl být původně ustanoven na poutní místo ve Filipově u Rumburka, ze zdravotních důvodů se jej biskup Koukl rozhodl ponechat v České Lípě, kde byl ustanoven jako farní vikář a působil zde celý zbytek života. Dojížděl sloužit bohoslužby také do Dubé, Volfartic a Zákup. Přispíval do diecézního časopisu Zdislava, v jejíž redakční radě také působil. Po několik let v něm vedl rubriku recenzí nových knih, občas přispíval také články na jiná témata. Vedení knižní rubriky se vzdal na jaře roku 2004. S knižní rubrikou se rozloučil svérázným článkem, zakončeným slovy "vzpomínejte na mě v dobrém". Ač se snažil o návrat do premonstrátského řádu, nebylo mu to umožněno. Stal se proto alespoň premonstrátským terciářem (terciářské jméno si vzal podle opata Tajovského – Vít). S želivskými premonstráty udržoval časté kontakty až do své smrti. I jako kněz zůstával bydlet v panelovém bytě na českolipském sídlišti Sever, odkud denně docházel na faru v centru města. Vedle aktivní pastorace zde vypomáhal s matrikami a dalším vedením farní agendy. Velmi pečlivě si také připravoval (písemně) promluvy ke Mším svatým. Tyto předpřipravené promluvy měl obvykle i opatřeny v poznámce zdroji z nichž čerpal.
V roce 2009 začal trpět vleklými zdravotními komplikacemi a často býval hospitalizován. Přesto pokud mu to zdraví dovolovalo, sloužil bohoslužby a zpovídal. Musela mu být amputována větší část pravé nohy. Od roku 2010 pobýval střídavě v Kněžském domově ve Staré Boleslavi a u sester boromejek v Praze-Řepích. Zde také dopoledne 5. ledna 2011 zemřel.
Pohřební Mše svatá se konala v basilice Všech svatých v České Lípě 15. ledna 2011. Hlavním celebrantem byl litoměřický biskup, Mons. Jan Baxant, s nímž koncelebrovalo 16 kněží a u oltáře asistovali čtyři jáhnové. Želivské premonstráty na pohřbu zastupoval tehdejší převor kanonie, P. Jindřich Zdík Zdeněk Charouz. Po pohřebních obřadech byl P. Chmelař pohřben na městském hřbitově u děkanského kostela v Zákupech. Hrob se nachází přímo naproti vchodu do tohoto kostela.

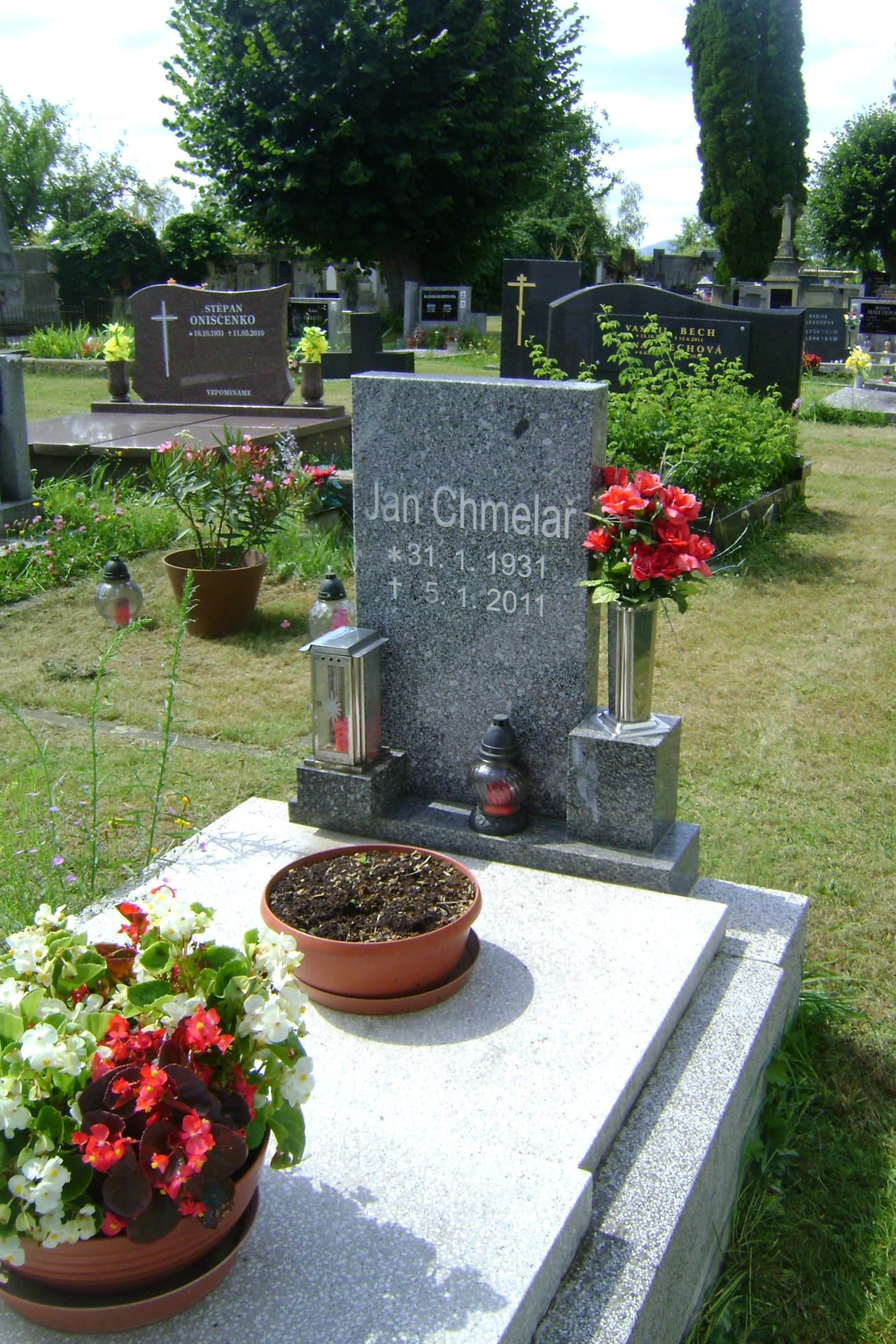
Hrob P. Chmelaře v Zákupech.